# Ternaaien
Ternaaien (Frans: Lanaye, Waals: Li Nåye) is een deelgemeente van de stad Wezet in de Belgische provincie Luik.
De deelgemeente heeft een oppervlakte van 4,60 km² en telde bij de opheffing als gemeente in 1977 ongeveer 900 inwoners.
Ternaaien ligt in het noorden van de gemeente Wezet op de linkeroever van de Maas. Via het fiets- en voetveer Cramignon is het dorp van april tot en met oktober verbonden met het Nederlandse Eijsden op de rechteroever. Het Albertkanaal bevindt zich enkele honderden meters ten westen van de dorpskom.
Ongeveer 2,5 kilometer ten noorden van de dorpskom ligt, nabij de gemeentegrens met Maastricht en Riemst, het gehucht Klein-Ternaaien (Frans: Petit-Lanaye).
Ter hoogte van Klein-Ternaaien bevinden zich vier sluizen die een hoogteverschil van 15 meter overbruggen zodat ook grotere schepen van de Maas naar het Albertkanaal en omgekeerd kunnen varen. Het Kanaal van Ternaaien vormt de verbinding tussen beide waterwegen. Voor de bouw van het sluizencomplex was het niet eenvoudig om van de Maas op het Albertkanaal te komen en sprak men van de Stop van Ternaaien. Bij de sluizen is het Albertkanaal dwars door de Sint-Pietersberg heen aangelegd met de Doorsteek van Caestert.

## Demografische ontwikkeling
- Bronnen:NIS, Opm:1831 tot en met 1970=volkstellingen, 1976= inwoneraantal op 31 december

## Natuur en landschap
Ternaaien is gelegen op een langgerekt schiereiland dat wordt omgeven door de Maas en het Albertkanaal. De breedte van deze strook land bedraagt slechts enkele honderden meters. Het schiereiland ligt op een hoogte van ongeveer 50 meter.
Bij Ternaaien bevinden zich twee natuurgebieden:
- Het Reserve naturelle domaniale de Lanaye
- Het Reserve naturelle de la Montagne Saint-Pierre

In de Sint-Pietersberg bevinden zich bij Klein-Ternaaien verschillende ondergrondse kalksteengroeves en de Verloren Vallei, een oude dagbouwgroeve.

## Bezienswaardigheden
- De Sint-Remigiuskerk
- Het Maison de la Montagne Saint-Pierre

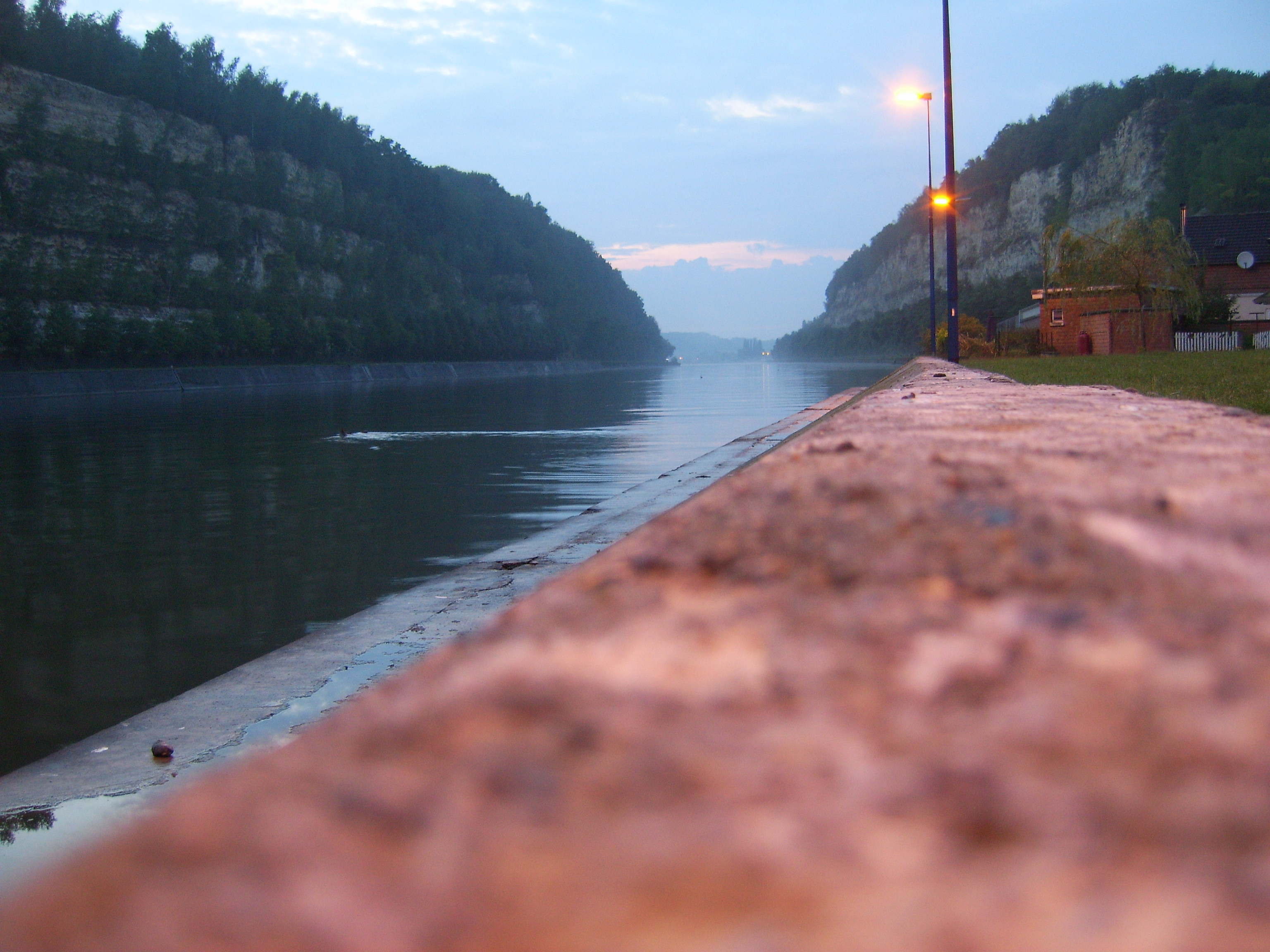
Het Albertkanaal bij Ternaaien
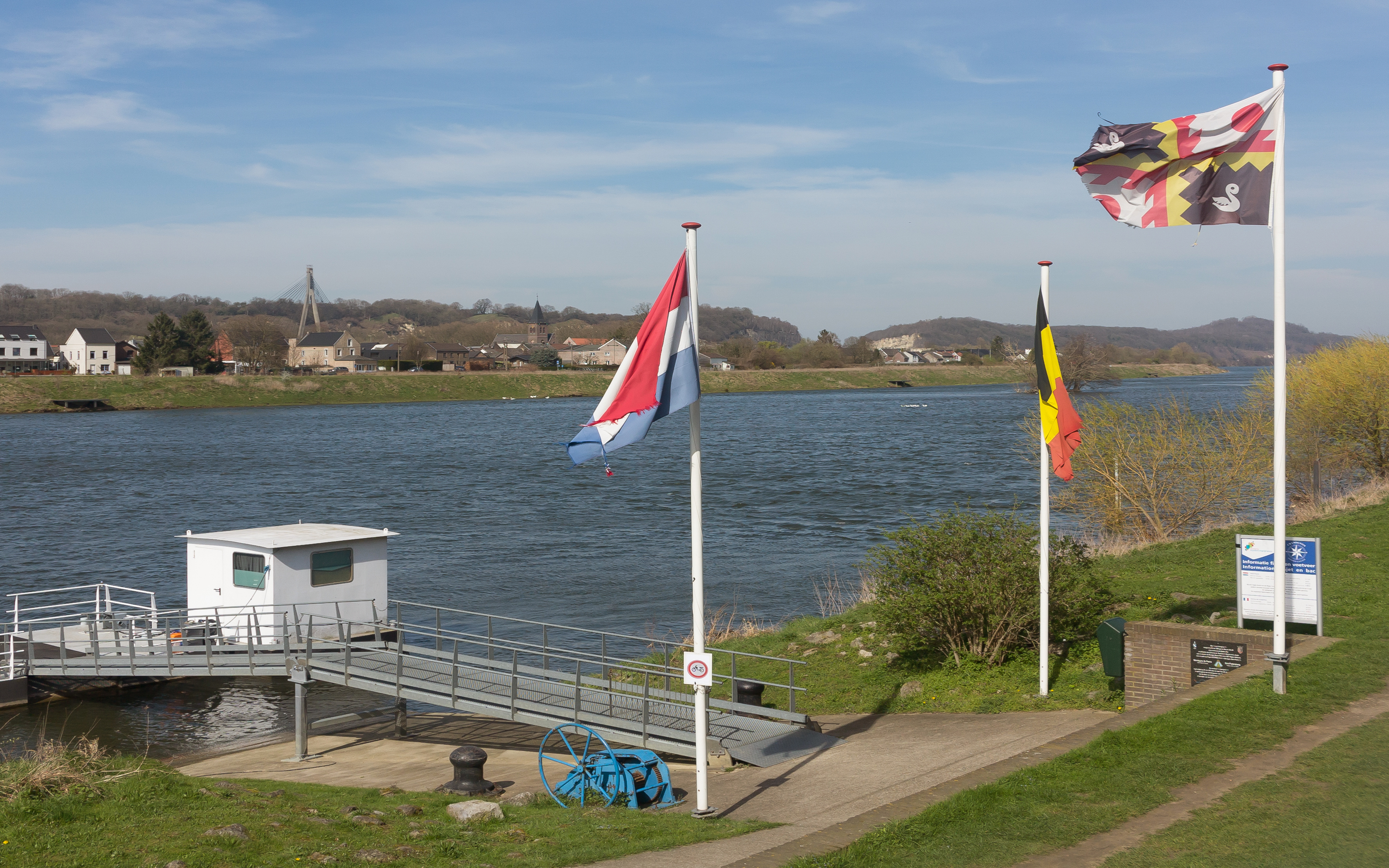
Ternaaien vanaf Eijsden
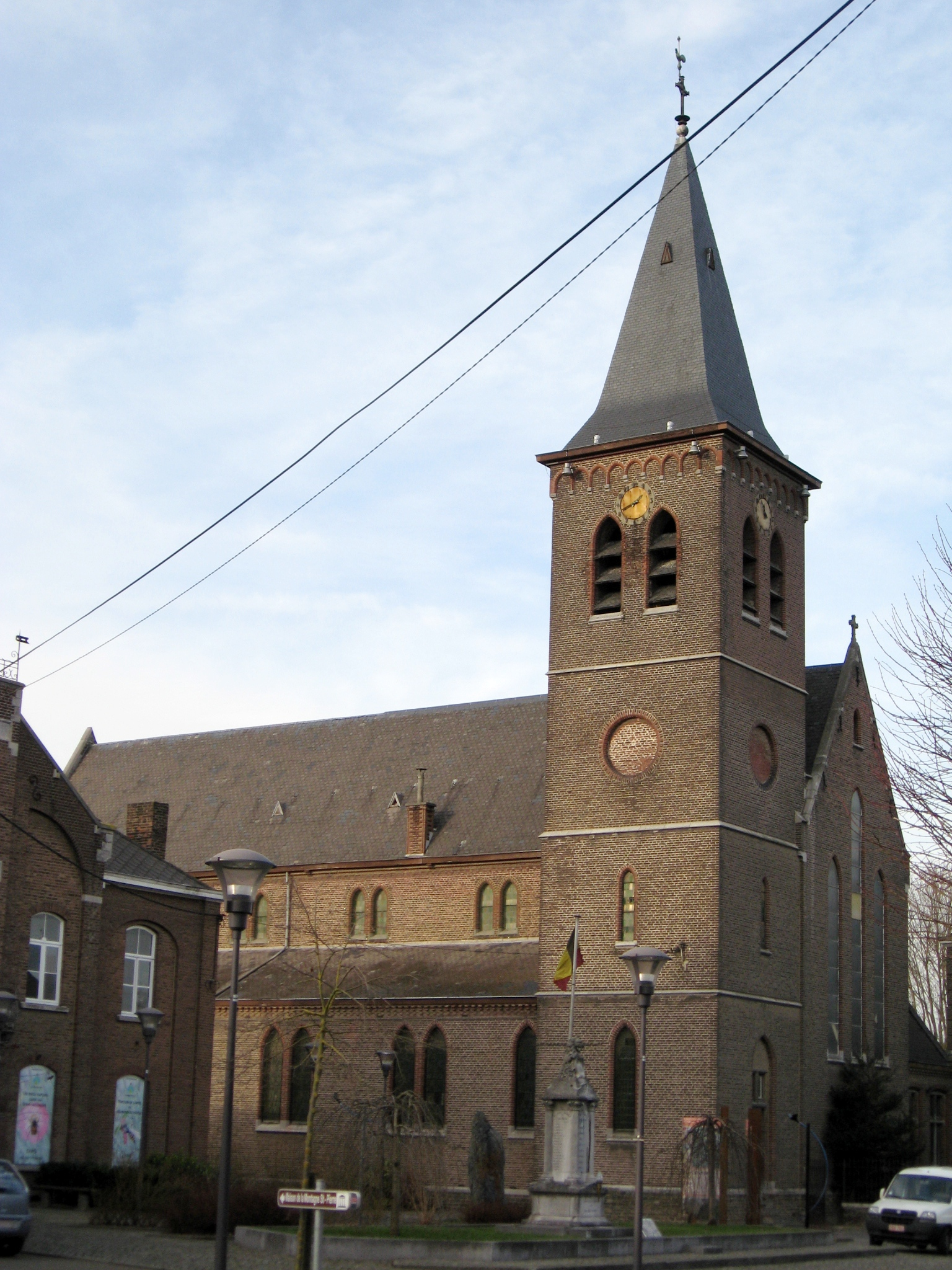
De Sint-Remigiuskerk

## Taal
Voor de vastlegging van de taalgrens maakte Ternaaien deel uit van de provincie Limburg. In 1963 werd de gemeente overgeheveld naar de Franstalige provincie Luik.
Het gehucht Klein-Ternaaien dat  nog overwegend Nederlandstalig was, zou opgenomen worden in de toenmalige gemeente Kanne. Dit is uiteindelijk niet gebeurd waardoor de gemeente in zijn geheel werd overgeheveld naar Wallonië.

## Nabijgelegen kernen
Eben-Emael, Eijsden, Klein-Ternaaien, Nivelle